# Pot lyonnais
 (mars 2021).
Si vous disposez d'ouvrages ou d'articles de référence ou si vous connaissez des sites web de qualité traitant du thème abordé ici, merci de compléter l'article en donnant les références utiles à sa vérifiabilité et en les liant à la section « Notes et références ».

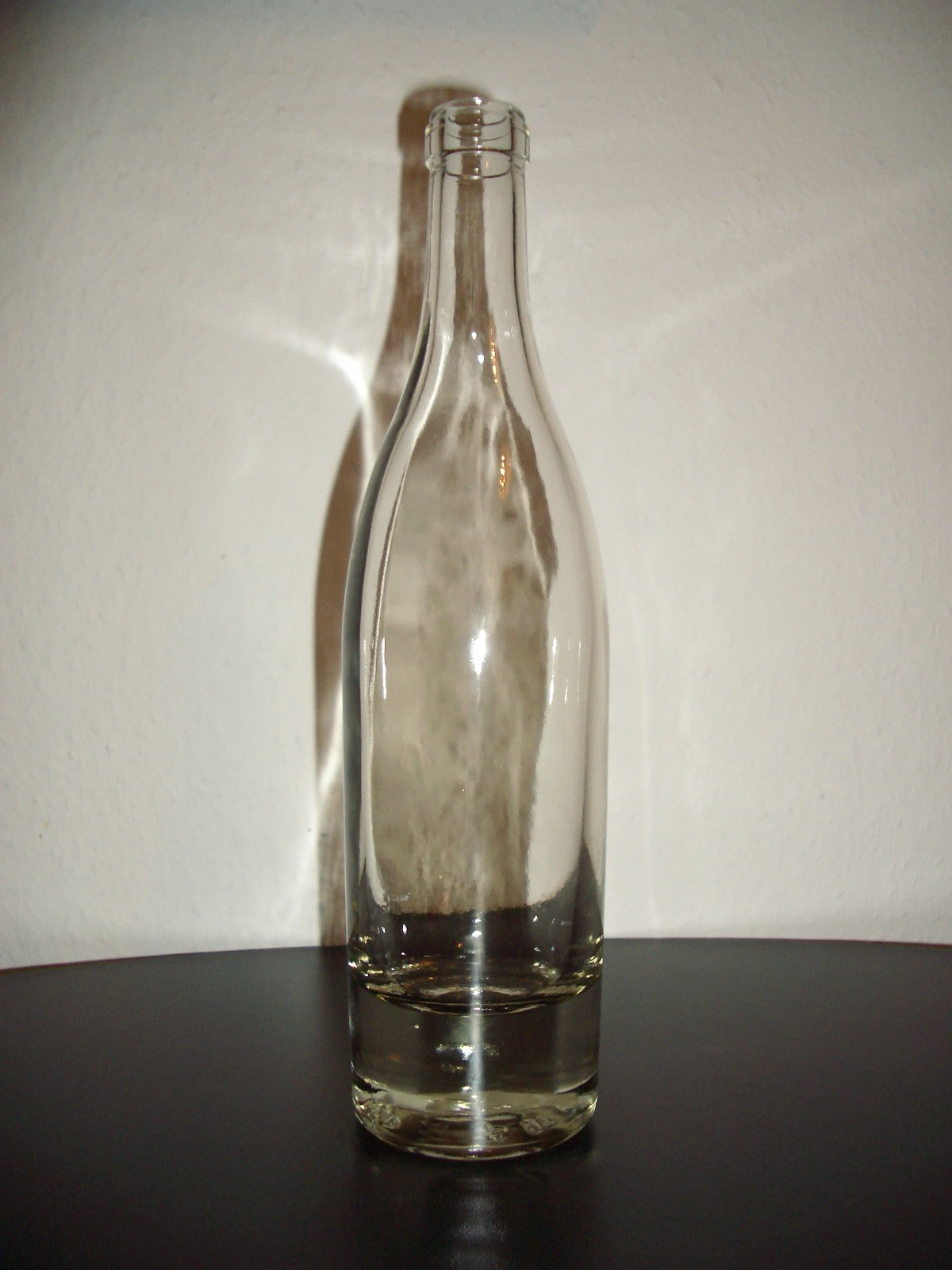
Un pot lyonnais

Un pot lyonnais est une bouteille au fond très épais ayant une contenance d'exactement 46 centilitres. Il s'agit d'une particularité lyonnaise ; il est principalement utilisé dans les bouchons, restaurants typiques de Lyon et de sa région.

## Histoire
Au Moyen Âge, l'unité de mesure appelée l'« asnée » détermine la charge, correspondant à 93 litres, qu'un âne pouvait porter en un seul voyage. Au XVIe siècle l'unité devient le pot ; il a une contenance de 2,08 litres. Au XVIIe siècle, sa contenance est encore abaissée à 1,04 litre. Ce n'est qu'une loi du XIXe siècle, en 1843, qui fixe la contenance du pot lyonnais à 46 centilitres.
C'est au XIXe siècle que le pot lyonnais fit son apparition. Les canuts , en effet, avaient droit à 50 cl de vin payé par les patrons (aussi appelés les soyeux). Ces derniers, pour les exploiter un peu plus, firent réduire la contenance du pot de 50 cl à 46 cl. De cette manière il était donc possible de remplir, avec 1 litre de vin, 2 pots + le verre du patron.

## Aujourd'hui
Dans les bouchons, le goulot des pots est entouré d'élastiques de couleur différente pour distinguer le contenu, par exemple du vin du Beaujolais ou des Côtes du Rhône.
Il est généralement fabriqué en verre de récupération aux teintes verdâtres. Le verre est constellé de bulles et ses parois sont parfois irrégulières.

## Fillette
La fillette lyonnaise est une invention récente. Elle contient 25 ou 29 cl, contrairement à la fillette en usage dans le Val de Loire et à Paris, qui a une contenance de 35 cl. On ne trouve presque plus l'authentique demi-pot dont la contenance de 22 cl apparaît en relief sur le col ou le cul de la bouteille.